# Velje Selo
Velje Selo (cyr. Веље Село) – wieś w Czarnogórze, w gminie Bar. W 2011 roku liczyła 228 mieszkańców.